# Телекоммуникации в Азербайджане
Телекоммуникации в Азербайджане — отрасль азербайджанской экономики, представляющая телевидение, стационарную и мобильную телефонной связь, а также интернет. Регулирование этой отрасли осуществляется Министерством цифрового развития и транспорта Азербайджана. Основным оператором является компания Aztelekom.

## История
В начале 20 века существовала Бакинская телефонная сеть. Действовала телефонная сеть Товарищества «Э.Ф. Биеринг и К°» в Баку и Гяндже, телефонная сеть Товарищества братьев Нобель в Черном городе и Балаханах. 
В 1920 году почта, телеграф, телефонная связь, радиосвязь перешли в ведение Народного комиссариата почт и телеграфа. Народным комиссаром являлся Чингиз Илдырым.

## Телевидение
Первое телевизионное вещание в Азербайджане появилось в 1956 году.
По состоянию на 2016 год в Азербайджане ведётся телевизионное вещание 47 каналов, четыре из которых являются государственными: AzTV, Idman Azerbaijan TV (Спорт), İTV и Medeniyyet TV (Культура). На 2014 год уровень проникновения телевидения по стране составляет 99%. 
Почти 40% абонентской базы кабельного телевидения сосредоточено в крупных городах. В Баку уровень проникновения кабельного телевидения на 2013 год составляет 59%.

## Радио
По состоянию на 2014 год на территории Азербайджана осуществляется вещание 9 AM-станций, 17 FM-станций и одной коротковолновой станции. Уровень проникновения радио в стране на 2014 год составил 97%.

## Телефонная связь
По состоянию на  2014 год в Республике насчитывается 1 млн. 820 000 абонентов телефонных линий (64 место в мире).
Количество абонентов мобильной связи — 11 000 000 (2014 год, 75 место в мире).

### Стационарная
В Азербайджане имеются как  телефонные станции советских времен, так и современные цифровые. Стационарная связь используется физическими лицами и юридическими — государственными и коммерческими предприятиями. 
Около 700 населённых пунктов Республики до сих пор не имеют телефонной связи общего пользования.
Междугородная телефонная связь предоставляется компанией Azertel (Министерство связи). 
Имеется спутниковая телефонная связь.

### Мобильная
В Республике существуют три основных оператора мобильной связи:
| № | Оператор | Используемые технологии                                         | Количество абонентов (млн) | Собственник          |
| - | -------- | --------------------------------------------------------------- | -------------------------- | -------------------- |
| 1 | Azercell | GSM-900/1800 MHz (GPRS, EDGE) 2100 MHz UMTS, HSDPA 2600 MHz LTE | 5,17 (2014)                | Fintur Holdings B.V. |
| 2 | Bakcell  | GSM-900/1800 MHz (GPRS, EDGE) 2100 MHz UMTS, HSDPA 2600 MHz LTE | 3,30 (2014)                | Bakcell              |
| 3 | Azerfon  | GSM-900/1800 MHz (GPRS, EDGE) 2100 MHz UMTS, HSDPA 2600 MHz LTE | 2,2 (2021)                 | Nar Mobile           |

Все они имеют точки обслуживания, расположенные в крупных городах, широкий диапазон предлагаемых тарифов. По состоянию на июнь 2014 года около 95% магистральных линий используют цифровую технологию и обеспечивают хорошее качество услуг; оставшиеся 5% находятся в процессе модернизации.
В Нахичевани также действует оператор Naxtel.
Внедрена технология eSIM.
С 31 августа 2022 года на территории страны прекращается действие CDMA.
На июль 2025 года в Азербайджане на 57,92 % мобильных устройств была установлена операционная система Android. Доля Microsoft Windows составила 18,33 %, iOS — 13,55 %, OS X — 1,61 %, Linux — 1,27 %, Samsung — 0,27 %, ChromeOS — 0,01 %, macOS — 2,54 %, другие — 0,03 %.

## Интернет
На 2013 год уровень проникновения интернета в Республике составил 58,7%.
В Азербайджане на 2009 год насчитывается 29 интернет-провайдеров. На 2011 год — более 45 тысяч интернет-хостов. 
Стране присвоен домен .az.